# Dexys Midnight Runners
Dexys Midnight Runners — британская группа новой волны, образовавшаяся в 1978 году и исполнявшая динамичный поп-рок с элементами музыки соул и кельтского фолка.
Пик коммерческой популярности Dexys Midnight Runners ознаменовали синглы-чарттопперы «Geno» и «Come on Eileen». За второй из них, 4 недели продержавшийся на #1 в UK Singles Chart в 1983 году группа получила Brit Awards в номинации «Лучший британский сингл».

## Дискография

### Синглы
- «Dance Stance» (1979) # 40 UK
- «Geno» (1980) # 1 UK
- «There, There, My Dear» (1980) # 7 UK
- «Keep It Part Two (Inferiority Part One)» (1980)
- «Plan B» (1981) # 58 UK
- «Show Me» # 16 UK
- «Liars A To E» (1981)
- «The Celtic Soul Brothers» (1982) #45 UK
- «Come On Eileen» (1982) #1 US #1 UK #1 AUS
- «Jackie Wilson Said (I’m in Heaven When You Smile)» (1982) # 5 UK
- «Let’s Get this Straight (From the Start)» (1982) # 17 UK
- «Geno» (1983) #81 UK
- «The Celtic Soul Brothers» (Reissue) (1983) # 20 UK
- «This is What She’s Like» (1985) # 78 UK
- «Because of You» (1986) # 13 UK

### Студийные альбомы
- Searching for the Young Soul Rebels (1980) UK # 6
- Too-Rye-Ay (1982) UK # 2
- Don't Stand Me Down (1985) UK # 22
- "One Day I'm Going to Soar" (2012) UK # 13
- "Let the Record Show: Dexys Do Irish and Country Soul" (2016) UK # 10

### Сборники
- Geno (1983) UK # 79
- The Very Best of Dexys Midnight Runners (1991) UK # 12
- Because of You (1993)
- 1980-1982: The Radio One Sessions (1995)
- BBC Radio One Live in Concert (1995)
- It Was Like This (1996)
- Master Series (1996)
- Let’s Make This Precious: The Best of Dexys Midnight Runners (2003) UK #75
- The Projected Passion Revue (2007)